# Filmografia de Ben Affleck
Ben Affleck é um ator e cineasta estadunidense. Sua primeira aparição foi em The Dark End of the Street (1981), aos 8 anos de idade. Posteriormente, Affleck atuou em diversas séries e especiais televisivos, incluindo programas educacionais da PBS, como The Voyage of the Mimi (1984) e The Second Voyage of the Mimi (1988), além de um episódio de ABC Afterschool Special (1986). Affleck interpretou um antissemita no filme esportivo School Ties (1992) e realizou uma pequena performance no drama televisivo Against the Grain (1993). Ganhou notoriedade por sua atuação em Dazed and Confused (1993), após o qual assumiu seu primeiro papel como protagonista em Glory Daze (1995).
Em 1997, Affleck atuou no bem-sucedido Chasing Amy e atuou e co-escreveu o drama Good Will Hunting ao lado de Matt Damon; ambos receberam o Óscar de Melhor Roteiro Original por este último. Em seguida, contracenou com Bruce Willis na ficção científica Armageddon (1998) sob a direção de Michael Bay, que elevou-o ao patamar dos grandes atores à época. Em 2000, em parceria com Damon e Sean Bailey, Affleck fundou a companhia produtora LivePlanet, que lançou a série televisiva Project Greenlight (de 2001 a 2005 e em 2015). No ano seguinte, voltou a colaborar com Michael Bay no drama histórico Pearl Harbor, contracenando com Kate Beckinsale e Jon Voight. Subsequentemente, sua carreira entrou em declínio ao estrelar uma sequência de fracassos comerciais, incluindo Daredevil (2003), Gigli (2003) e Surviving Christmas (2004). Posteriormente, teve um relativo retorno com o biográfico Hollywoodland (2006), no qual interpretou o ator George Reeves e recebeu uma indicação ao Globo de Ouro.
O ano de 2007 marcou sua estreia como diretor no suspense Gone Baby Gone, baseado em romance de Dennis Lehane, e altamente aclamado pela crítica. Em seguida atuou e dirigiu dois grandes sucessos comerciais: o filme policial The Town (2010) e o aclamado suspense Argo (2012). Este último, narrando a crise dos reféns de 1979, venceu o Óscar de Melhor Filme e rendeu-lhe um Globo de Ouro de Melhor Direção e um BAFTA de Melhor Diretor. Em 2014, Affleck interpretou um homem acusado de assassinar a própria esposa no suspense Gone Girl, dirigido por David Fincher. Dois anos depois, estrelou como Batman em Batman v Superman: Dawn of Justice (2016), que rendeu mais de 870 milhões de dólares em todo o mundo. Affleck irá reprisar o papel nas futuras produções do Universo Estendido da DC.

## Filmografia

### Cinema
| Ano  | Título original                                                                                  | Papel | Papel   | Papel    | Papel      | Papel                       | Ref(s)        |
| Ano  | Título original                                                                                  | Ator  | Diretor | Produtor | Roteirista | Papel                       | Ref(s)        |
| ---- | ------------------------------------------------------------------------------------------------ | ----- | ------- | -------- | ---------- | --------------------------- | ------------- |
| 1981 | The Dark End of the Street                                                                       | Sim   |         |          |            | Não-creditado               | [ 24 ]        |
| 1992 | School Ties                                                                                      | Sim   |         |          |            | Chesty Smith                | [ 25 ]        |
| 1992 | Buffy the Vampire Slayer                                                                         | Sim   |         |          |            | Jogador de Basquete #10     | [ 26 ]        |
| 1993 | I Killed My Lesbian Wife, Hung Her on a Meat Hook, and Now I Have a Three-Picture Deal at Disney |       | Sim     |          |            | —                           | [ 27 ]        |
| 1993 | Dazed and Confused                                                                               | Sim   |         |          |            | Fred O'Bannion              | [ 28 ]        |
| 1995 | Mallrats                                                                                         | Sim   |         |          |            | Shannon Hamilton            | [ 29 ]        |
| 1996 | Glory Daze                                                                                       | Sim   |         |          |            | Jack Freeman                | [ 30 ]        |
| 1997 | Chasing Amy                                                                                      | Sim   |         |          |            | Holden McNeil               | [ 31 ]        |
| 1997 | Going All the Way                                                                                | Sim   |         |          |            | Gunner Casselman            | [ 32 ]        |
| 1997 | Good Will Hunting                                                                                | Sim   |         |          | Sim        | Chuckie Sullivan            | [ 33 ]        |
| 1998 | Shakespeare in Love                                                                              | Sim   |         |          |            | Ned Alleyn                  | [ 34 ]        |
| 1998 | Phantoms                                                                                         | Sim   |         |          |            | Xerife Bryce Hammond        | [ 35 ]        |
| 1998 | Armageddon                                                                                       | Sim   |         |          |            | A.J. Frost                  | [ 36 ]        |
| 1999 | Dogma                                                                                            | Sim   |         |          |            | Bartleby                    | [ 37 ]        |
| 1999 | Forces of Nature                                                                                 | Sim   |         |          |            | Ben Holmes                  | [ 38 ]        |
| 1999 | 200 Cigarettes                                                                                   | Sim   |         |          |            | Bartender                   | [ 39 ]        |
| 2000 | Bounce                                                                                           | Sim   |         |          |            | Buddy Amaral                | [ 40 ]        |
| 2000 | Reindeer Games                                                                                   | Sim   |         |          |            | Rudy Duncan                 | [ 41 ]        |
| 2000 | Boiler Room                                                                                      | Sim   |         |          |            | Jim Young                   | [ 42 ]        |
| 2000 | Joseph: King of Dreams                                                                           | Sim   |         |          |            | José (voz)                  | [ 43 ]        |
| 2001 | Jay and Silent Bob Strike Back                                                                   | Sim   |         |          |            | Ele mesmo                   | [ 44 ]        |
| 2001 | Daddy and Them                                                                                   | Sim   |         |          |            | Lawrence Bowen              | [ 45 ]        |
| 2001 | Pearl Harbor                                                                                     | Sim   |         |          |            | Capitão Rafe McCawley       | [ 46 ]        |
| 2002 | Stolen Summer                                                                                    |       |         | Sim      |            | —                           | [ 47 ]        |
| 2002 | The Sum of All Fears                                                                             | Sim   |         |          |            | Jack Ryan                   | [ 48 ]        |
| 2002 | Changing Lanes                                                                                   | Sim   |         |          |            | Gavin Banek                 | [ 49 ]        |
| 2002 | The Third Wheel                                                                                  | Sim   |         | Sim      |            | Michael                     | [ 50 ]        |
| 2002 | Speakeasy                                                                                        |       |         | Sim      |            | —                           | [ 51 ]        |
| 2003 | The Battle of Shaker Heights                                                                     | Sim   |         |          |            | Kyle Rankin                 | [ 52 ]        |
| 2003 | Daredevil                                                                                        | Sim   |         |          |            | Matthew Murdock / Demolidor | [ 53 ]        |
| 2003 | Gigli                                                                                            | Sim   |         |          |            | Larry Gigli                 | [ 54 ]        |
| 2003 | Paycheck                                                                                         | Sim   |         |          |            | Michael Jennings            | [ 55 ]        |
| 2004 | Surviving Christmas                                                                              | Sim   |         |          |            | Drew Latham                 | [ 56 ]        |
| 2004 | Jersey Girl                                                                                      | Sim   |         |          |            | Ollie Trinke                | [ 57 ]        |
| 2005 | Feast                                                                                            |       |         | Sim      |            | —                           | [ 58 ]        |
| 2006 | Man about Town                                                                                   | Sim   |         |          |            | Jack Giamoro                | [ 59 ]        |
| 2006 | Clerks II                                                                                        | Sim   |         |          |            | Cliente                     | [ 60 ]        |
| 2006 | Hollywoodland                                                                                    | Sim   |         |          |            | George Reeves               | [ 61 ]        |
| 2006 | Smokin' Aces                                                                                     | Sim   |         |          |            | Jack Dupree                 | [ 62 ]        |
| 2007 | Gone Baby Gone                                                                                   |       | Sim     |          | Sim        | —                           | [ 63 ]        |
| 2009 | He's Just Not That Into You                                                                      | Sim   |         |          |            | Neil                        | [ 64 ]        |
| 2009 | State of Play                                                                                    | Sim   |         |          |            | Stephen Collins             | [ 65 ]        |
| 2009 | Extract                                                                                          | Sim   |         |          |            | Dean                        | [ 66 ]        |
| 2010 | The Company Men                                                                                  | Sim   |         |          |            | Bobby Walker                | [ 67 ]        |
| 2010 | The Town                                                                                         | Sim   | Sim     |          | Sim        | Douglas MacRay              | [ 68 ]        |
| 2012 | Argo                                                                                             | Sim   | Sim     | Sim      |            | Tony Mendez                 | [ 69 ]        |
| 2013 | To the Wonder                                                                                    | Sim   |         |          |            | Neil                        | [ 70 ]        |
| 2013 | Runner Runner                                                                                    | Sim   |         |          |            | Ivan Block                  | [ 71 ]        |
| 2014 | Gone Girl                                                                                        | Sim   |         |          |            | Nick Dunne                  | [ 72 ]        |
| 2016 | Batman v Superman: Dawn of Justice                                                               | Sim   |         |          |            | Bruce Wayne / Batman        | [ 73 ]        |
| 2016 | Suicide Squad                                                                                    | Sim   |         |          |            | Bruce Wayne / Batman        | [ 74 ]        |
| 2016 | The Accountant                                                                                   | Sim   |         |          |            | Chris Wolff                 | [ 75 ]        |
| 2017 | Live by Night                                                                                    | Sim   | Sim     | Sim      | Sim        | Joe Coughlin                | [ 76 ]        |
| 2017 | Justice League                                                                                   | Sim   |         | Sim      |            | Bruce Wayne / Batman        | [ 77 ] [ 78 ] |
| 2019 | Triple Frontier                                                                                  | Sim   |         |          |            | Tom "Redfly" Davis          | [ 79 ]        |
| 2019 | Jay and Silent Bob Reboot                                                                        | Sim   |         |          |            | Holden McNeil               | [ 80 ]        |
| 2020 | The Last Thing He Wanted                                                                         | Sim   |         |          |            | Treat Morrison              | [ 81 ]        |
| 2020 | The Way Back                                                                                     | Sim   |         |          |            | Jack Cunningham             | [ 81 ]        |
| 2021 | Zack Snyder's Justice League                                                                     | Sim   |         | Sim      |            | Bruce Wayne / Batman        | [ 82 ]        |
| 2021 | The Last Duel                                                                                    | Sim   |         | Sim      | Sim        | Conde Pierre d'Alençon      | [ 83 ]        |
| 2021 | The Tender Bar                                                                                   | Sim   |         |          |            | Charlie Moehringer          | [ 84 ]        |
| 2022 | Deep Water                                                                                       | Sim   |         |          |            | Vic Van Allen               | [ 85 ]        |
| 2022 | Jennifer Lopez: Halftime                                                                         | Sim   |         |          |            | Ele mesmo                   | [ 86 ]        |
| 2022 | Clerks III                                                                                       | Sim   |         |          |            | Cliente                     | [ 87 ]        |
| 2023 | Air                                                                                              | Sim   | Sim     | Sim      |            | Philip H. Knight            | [ 88 ]        |
| 2023 | The Flash                                                                                        | Sim   |         |          |            | Bruce Wayne / Batman        | [ 89 ]        |
| 2023 | Hypnotic                                                                                         | Sim   |         |          |            | Danny Rourke                | [ 90 ]        |
| 2023 | Aquaman and the Lost Kingdom                                                                     | Sim   |         |          |            | Bruce Wayne / Batman        | [ 91 ]        |

## Televisão
| Título                          | Ano             | Papel              | Notas                                                | Ref(s)          |
| ------------------------------- | --------------- | ------------------ | ---------------------------------------------------- | --------------- |
| The Voyage of the Mimi          | 1984            | C.T. Granville     | 6 episódios                                          | [ 92 ]          |
| ABC Afterschool Special         | 1986            | Danny Coleman      | Episódio: "Wanted: The Perfect Guy"                  | [ 93 ]          |
| Hands of a Stranger             | 1987            | Billy Hearn        | Telefilme                                            | [ 94 ]          |
| The Second Voyage of the Mimi   | 1988            | C.T. Granville     | 12 episódios                                         | [ 95 ]          |
| Daddy                           | 1991            | Ben Watson         | Telefilme                                            | [ 96 ]          |
| The Torkelsons                  | 1993            | Kevin Johnson      | Episódio: "Is That All There Is?"                    | [ 97 ]          |
| Against the Grain               | 1993            | Joe Willie Clemons | 8 episódios; elenco principal                        | [ 98 ]          |
| Lifestories: Families in Crisis | 1994            | Aaron Henry        | Episódio: "A Body to Die For: The Aaron Henry Story" | [ 99 ]          |
| Saturday Night Live             | 1999-2013       | Ele mesmo          | 8 episódios                                          | [ 100 ]         |
| Project Greenlight              | 2001-2005, 2015 | Ele mesmo          | Produtor executivo                                   | [ 101 ] [ 102 ] |
| Push, Nevada                    | 2002            | —                  | Produtor executivo e roteirista                      | [ 103 ]         |
| Reporter                        | 2009            | —                  | Documentário; Produtor executivo                     | [ 104 ]         |
| Curb Your Enthusiasm            | 2009            | Cliente            | Episódio: "Officer Krupke"                           | [ 105 ]         |
| The Leisure Class               | 2015            | —                  | Telefilme; Produtor executivo                        | [ 106 ]         |
| The Runner                      | 2016            | —                  | Produtor executivo                                   | [ 107 ]         |
| Incorporated                    | 2016            | —                  | Produtor executivo                                   | [ 108 ]         |